# Hot Rize
Hot Rize es una banda estadounidense de bluegrass fundada en 1978 y que saltó a la fama a principios de los años 1980. Hot Rize ha aparecido en numerosos programas de radio y televisión y ha realizado giras por la mayor parte de los Estados Unidos, así como por Japón, Europa y Australia. 

## Historia
La banda realizó su primer concierto el 18 de enero de 1978, con Tim O'Brien a la mandolina y el violín, Pete Wernick al banjo, Charles Sawtelle al bajo y Mike Scap a la guitarra.  Scap dejó la banda poco después y Nick Forster (bajo) se unió en abril, lo que permitió a Sawtelle cambiar el bajo por guitarra acústica.  Esta formación  permaneció inalterable durante más de veinte años. 
Publicaron su primer álbum en 1979, seguido en 1981 por su segundo trabajo de estudio, Radio Boogie. 
En total, la banda publicó seis álbumes de estudio antes de disolverse en 1990. Ese mismo año recibieron el Premio al Artista del Año otorgado por la Asociación Internacional de Música Bluegrass. Al año siguiente, su álbum Take It Home recibió una nominación Premio Grammy y la canción "Colleen Malone", ganó el premio a la Canción del Año de la IBMA.
Durante los años 90, la banda realizó varias reuniones. Tras la muerte de Charles Sawtelle en 1999, Hot Rize se reagrupó y añadió a Bryan Sutton para tocar la guitarra. 
En 2014, Hot Rize lanzó su primer álbum de estudio en dos décadas, When I'm Free, en Ten in Hand Records, y emprendió una gira en apoyo del disco. 
Hot Rize a menudo son acompañados en directo por una banda de Western swing llamada Red Knuckles and the Trailblazers. 
La banda toma su nombre del ingrediente leudante que se encuentra en la harina y los productor de harina de maíz de Martha White.  Hot Rize interpreta a menudo el tema principal del ahora desaparecido "Martha White Biscuit and Cornbread Time", un programa de radio de finales de los años 1950 y principios de los 1960 en la estación WSM de Nashville con Flatt y Scruggs . 

## Discografía

### Álbumes de estudio
- Hot Rize (1979)
- Radio Boogie (1981)
- The French Way (as Red Knuckles and the Trailblazers, 1984)
- Traditional Ties (1986)
- Untold Stories (1987)
- Shades Of The Past (as Red Knuckles and the Trailblazers, 1988)
- Take It Home (1990)
- When I'm Free (2014)

### Álbumes en vivo
- So Long of a Journey (2002, recorded 1996)
- Hot Rize/Red Knuckles and the Trailblazers Live — In Concert (1982)
- Hot Rize 40th Anniversary Bash (2018)